# Consorti dei sovrani dell'impero latino di Costantinopoli
In questa voce sono elencate in ordine cronologico le imperatrici consorti dell'Impero latino di Costantinopoli. Il titolo fu effettivo dal 1204 (a seguito della presa di Costantinopoli durante la Quarta crociata) al 1261 (riconquista di Costantinopoli da parte dei bizantini); poi titolare fino al 1383.
Tra le imperatrici consorti, l'unica a governare per proprio conto fu Iolanda di Fiandra, benché in qualità di reggente (1217-1219). Di converso, tre delle imperatrici titolari mantennero la carica suo jure, trasmettendola jure uxoris ai rispettivi mariti.

## Principesse consorti latine di Costantinopoli
| Stemma | Nome                  | Padre                                     | Nascita     | Matrimonio      | Inizio regno                    | Incoronazione        | Fine regno                                                | Morte                 | Consorte          |
| ------ | --------------------- | ----------------------------------------- | ----------- | --------------- | ------------------------------- | -------------------- | --------------------------------------------------------- | --------------------- | ----------------- |
|        | Maria di Champagne    | Enrico I di Champagne (Blois)             | 1174        | 6 gennaio 1186  | 9 maggio 1204                   | -                    | 9 agosto 1204                                             | 9 agosto 1204         | Baldovino I       |
|        | Agnese del Monferrato | Bonifacio I del Monferrato (Aleramici)    | 1187        | 4 febbraio 1207 | 4 febbraio 1207                 | -                    | 1207/1208                                                 | 1207/1208             | Enrico di Fiandra |
|        | Maria di Bulgaria     | Kalojan di Bulgaria (Asen)                | -           | 1213            | 1213                            | -                    | dopo il 1216                                              | dopo il 1216          | Enrico di Fiandra |
|        | Iolanda di Fiandra    | Baldovino V di Hainaut (Conti di Hainaut) | 1175        | 1 luglio 1193   | 1216 elezione del marito        | 9 aprile 1217 a Roma | dopo il giugno 1219 morte del marito                      | 24/26 agosto 1219     | Pietro            |
|        | Signora di Neuville   | Baldovino di Neuville nell'Artois         | 1175        | 1227            | 1227                            | -                    | 1228                                                      | 1228                  | Roberto           |
|        | Berenguela di León    | Alfonso IX di León (Anscarici)            | 1204        | 1224            | 1229 ascesa del marito al trono | -                    | 12 aprile 1237                                            | 12 aprile 1237        | Giovanni          |
|        | Maria di Brienne      | Giovanni di Brienne (Brienne)             | aprile 1225 | 1234            | 1234                            | -                    | 25 luglio 1261 Costantinopoli riconquistata dai bizantini | dopo il 5 maggio 1275 | Baldovino II      |